# 新港社大道
新港社大道是聯絡台一線與國道八號新市交流道至南部科學工業園區的道路，全長3.6公里。

## 計畫緣起
隨國道八號通車後，為滿足南科引進大量就業人口交通需求，興建此大道以聯絡園區與周遭往臺南市區、永康區的交通要道。

## 路線設施
- 高架道路段設有側車道，南134線至南135線為封閉式道路，跨大洲排水線橋樑為4層立體交叉，並可連接大洲排水線道路，穿越國道8號與國道一號直達台南市區。[2]

| 新港社大道路線設施里程一覽表 |      |                    |                     |                    |            |              |                                                    |
| 標誌                         | 里程 | 名稱               | 順樁預告            | 逆樁預告           | 形式       | 通車日       | 銜接道路 →聯絡地區                                 |
|                              | 0    | 中正北路端         | 道路起點            | 新市 永康 道路終點 | 直接式     | 2001年       | 台1線（中正北路） · →新市區、永康區                |
| 此處有交通號誌               | 0.2  | 富強路平交路口     | 高速公路 新市       | 新市 高速公路      | 平交路口   | 2001年       | 新市交流道、富強路 →新市區                         |
| 此處有交通號誌               | 0.3  | 社內巷平交路口     | 社內 養護起點       | 社內 養護終點      | 平交路口   | 2001年       | 社內產業道路 →新市區社內                           |
| 此處有交通號誌               | 0.5  | 南科聯絡道平交路口 | 高速公路            | 高速公路           | 平交路口   | 2001年       | 南科聯絡道⇒ 新市交流道（西）、臺南都會區北外環道路 |
|                              | 0.9  | 北外環道路         | （僅南出北入）      |                    | 匝道       | 2024年2月7日 | 南科聯絡道⇒臺南都會區北外環道路                    |
| 此處有交通號誌               | 1.0  | 南科平交路口       | 不適用              | 不適用             | 平交路口   | 2001年       | 社內產業道路                                       |
|                              | 1.5  | 大洲               | 大洲 新市           | （僅北出南入）     | 半套鑽石型 | 2005年       | 南135線 · →新市區大洲                              |
| －                           |      |                    |                     |                    |            |              |                                                    |
|                              | 2.8  | 港口               | 港口 新市           | （未裝設預告）     | 鑽石型     | 2005年       | 南134線（民生路） · →新市區看西、安定區港口        |
|                              | 3.6  | 台南科學園區端     | 環西路一段 道路終點 | 道路起點           | 直接式     | 2001年       | 環西路一段 →台南科學園區                           |
| ↓主線成為南科南路            |      |                    |                     |                    |            |              |                                                    |

## 相關工程
- 國道八號南科聯絡道延伸省道台1線工程，是在台一線內側架設高架橋，跨鹽水溪，直接接到新港社大道，可有效改善目前台一線左轉新港社大道的交通。

- 臺南都會區北外環道路：為紓解新港社大道與台一線尖峰時間的龐大車流，興建此自台39線沿鹽水溪至六甲頂的快速道路。

- 社內產業道路：原北堤岸道路，途徑國道八號高架橋下，新港社大道南向車道可經由此道路連接北外環道西入匝道，無需經過台一線轉接。

## 後續計劃
- 南科聯絡道新設立體交叉高架道路銜接新港社大道：臺南市政府工務局規劃新港社大道路口轉向工程，預計在2023年底完成。[4]
  - 該工程已核定，道路長1公里，寬30公尺，跨越橋565公尺，經費2.8億元。[5]